# Everything (Alanis Morissette)
Everything è una canzone pop rock scritta da Alanis Morissette per il suo sesto album So-Called Chaos. La canzone è stata pubblicata come primo singolo nella primavera del 2004.

## Il video
Il video per "Everything" è stato girato nel gennaio 2004, e vede la Morissette camminare lungo una strada, accompagnata da un gruppo di persone.
Il video è ispirato, ed è quasi identico, al video del brano Bonito del gruppo spagnolo Jarabe de Palo. Il cantante del gruppo compare all'inizio del video, che taglia i capelli alla cantante canadese oltre a comparire in seguito in sella ad una Vespa rossa mentre le consegna una busta, dalla quale Alanis estrae un foglio sul quale scrive un esplicito "Thank you" di ringraziamento a Pau Dones e agli Jarabe de Palo per averle concesso di usare la stessa idea per il video della canzone.

## Tracce
1. "Everything" (Radio Edit)
2. "So Unsexy" (Acoustic Version From Vancouver Sessions 2004)
3. "Everything" (Acoustic Version From Vancouver Sessions 2004)
4. "Everything" (Video)

## Classifiche
| Classifica (2004)      | Massima posizione |
| ---------------------- | ----------------- |
| Svizzera               | 22                |
| Austria                | 12                |
| Francia                | 63                |
| Olanda                 | 43                |
| Norvegia               | 17                |
| Italia                 | 6                 |
| Australia              | 15                |
| UK                     | 22                |
| U.S. Billboard Hot 100 | 76                |
| Canada                 | 3                 |